# 란츠베르크암레흐

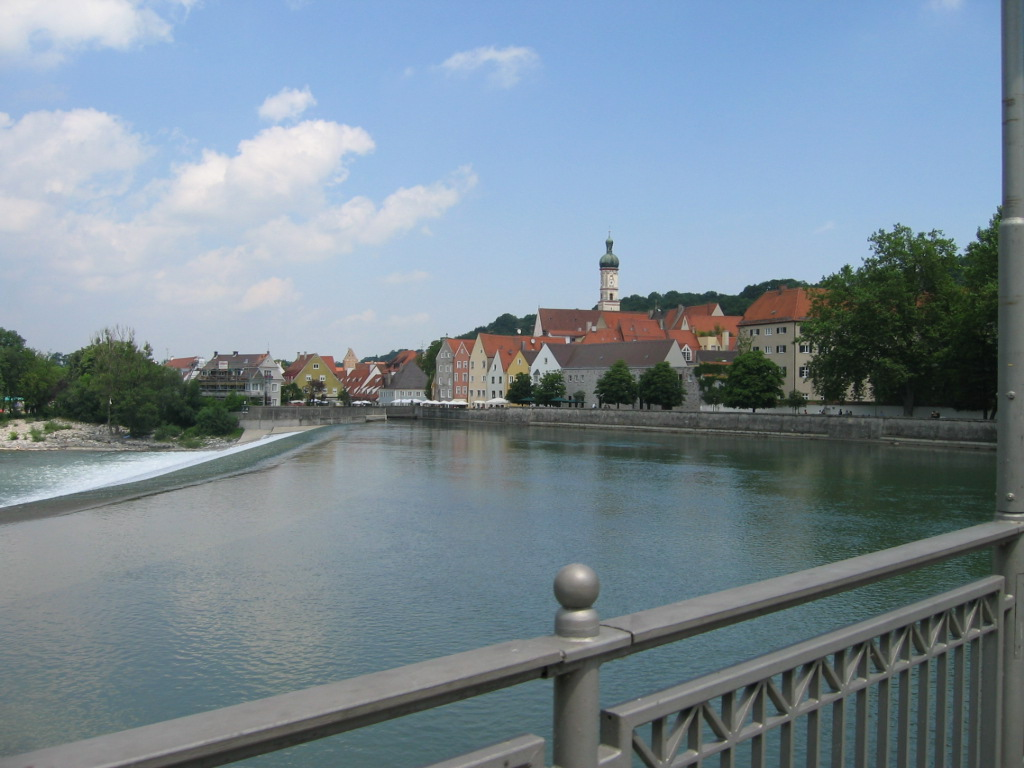
란츠베르크암레흐

란츠베르크암레흐(독일어: Landsberg am Lech)는 독일 바이에른주에 속한 도시이다. 뮌헨에서 서쪽으로 약 65km, 아우크스부르크에서 남쪽으로 35km 떨어져 있다. 독일 낭만가도 상에 있으며 도심은 아름다운 중세시대의 모습을 잘 간직하고 있다. 란츠베르크는 아돌프 히틀러가 쿠데타 실패로 1924년 투옥된 란츠베르크 교도소가 있었던 곳이며 나치 독일 시절 도시 외곽에 강제수용소가 설치되어 많은 유대인 수감자가 희생되었다.